# Pazos (Zas)
Pazos (llamada oficialmente San Cremenzo de Pazos) es una parroquia y una aldea española del municipio de Zas, en la provincia de La Coruña, Galicia.

## Entidades de población
Entidades de población que forman parte de la parroquia:
- Castro
- Daneiro
- San Cremenzo de Pazos

## Demografía

### Parroquia
| Gráfica de evolución demográfica de Pazos (parroquia) entre 2000 y 2019 |
|                                                                         |
| Datos según el nomenclátor publicado por el INE.                        |

### Aldea
| Gráfica de evolución demográfica de San Cremenzo de Pazos (aldea) entre 2000 y 2019 |
|                                                                                     |
| Datos según el nomenclátor publicado por el INE.                                    |